# International Soca Monarch
Der International Soca Monarch ist ein seit 1993 jährlich ausgetragener Musikwettbewerb des trinidadischen Karnevals. Gekürt werden die aus Sicht einer Jury besten Soca-Titel der jeweiligen Karnevalssaison.

## Ablauf
Der Wettbewerb findet jährlich am Freitag vor Aschermittwoch statt. Er ist in zwei Kategorien unterteilt: Um den Titel „International Power Soca Monarch“ treten schnellere Titel an, um den Titel „International Groovy Soca Monarch“ etwas langsamere Titel.
Grundsätzlich qualifiziert sind alle Soca-Künstler weltweit, die für die Karnevalssaison des jeweiligen Jahres Titel veröffentlicht haben. Der Wettbewerb ist zweistufig. In der ersten Phase trifft eine Jury eine Vorauswahl aus allen qualifizierten Titeln der jeweiligen Saison. Die Sieger des Vorjahres sind dabei automatisch für das Finale qualifiziert. Im Rahmen einer Fernsehshow werden anschließend wiederum von einer Jury die Sieger des Jahres gekürt.
Die Preisgelder für die Künstler wurden ursprünglich komplett vom Kultusministerium des Landes bereitgestellt. Mittlerweile sind sowohl die Finanzierung der Fernsehshow zur Kürung der Sieger als auch die Preisgelder zum Teil von Sponsorengeldern abhängig. Die Preisgelder für die Sieger werden jedes Jahr neu verhandelt. 2020, unmittelbar vor Ausbruch der Covid-19-Pandemie in Trinidad, betrugen die Preisgelder 1.000.000 TT$ (2020 ungefähr 133.800 €) für den Power-Soca- und 500.000 TT$ für den Groovy-Soca-Monarch. Der Soca-Monarch-Titel gilt als Sprungbrett für internationale Karrieren der Soca-Künstler. Die Anerkennung des Titels als Titel eines nationalen Wettbewerbs obliegt nicht der ausrichtenden Organisation Caribbean Prestige Foundation (CPF), sondern der staatlichen National Carnival Commission (NCC).

## Geschichte
Die bedeutenden Karnevals-Wettbewerbe werden in Trinidad direkt oder indirekt vom Staat organisiert. Das erste Austragungsjahr war 1993. Zunächst war die Veranstaltung auf den trinidadischen Karneval begrenzt und hieß nur „Soca Monarch“. Mit steigender Beliebtheit des Wettbewerbs wuchs der Druck, nicht-trinidadische Soca-Künstler zu integrieren, so dass der Wettbewerb 1996 für alle Soca-Künstler geöffnet und in „International Soca Monarch“ umbenannt wurde. Der Wettbewerb war zunächst eine direkt vom Staat ausgerichtete Veranstaltung, bevor die Organisation 2002 an die dafür eingerichtete CPF abgegeben wurde, eine gemeinnützige Organisation. 1997 wurden mit Superblue und Ronnie McIntosh erstmals zwei Sieger gekürt, da sich die Jury nicht auf einen einzigen Sieger einigen konnte. Ebenfalls 2007 führte die CPF den Wettbewerb „National Schools’ Soca Monarch“ für Kinder und Jugendliche ein.
Bis 2004 gab es nur die Soca-Monarch-Kategorie. 2005 wurde der Wettbewerb erstmals in die zwei Kategorien „Power Soca“ und „Groovy Soca“ aufgeteilt. Beide Begriffe wurden durch die CPF geprägt. „Power Soca“ steht dabei für schnellen, primär auf Liveauftritte geprägten Soca mit 135 bis 160 bpm, während „Groovy Soca“ für langsameren, radiotauglichen Soca mit 115 bis 134 bpm steht. Die Grenzen zwischen den beiden Genres verlaufen naturgemäß fließend. 2006 gewann mit Shurwayne Winchester erstmals ein Künstler in beiden Kategorien. Ebenfalls 2006 ersetzte die CPF den zusätzlich den „National Schools’ Soca Monarch“ durch den Wettbewerb „Junior Soca Monarch“, der in die beiden Kategorien „Children“ und „Juniors“ unterteilt war. Von 2006 bis 2013 gab es beim International Soca Monarch eine dritte Kategorie namens „TSTT People's Choice“, ein Preis, der von der zur Hälfte staatlichen Telekommunikationsgesellschaft Telecommunications Services of Trinidad and Tobago (TSTT) und insbesondere deren Marke bmobile gesponsert wurde. 2009 gewann Fay-Ann Lyons als erste Frau sowohl den Power-Soca- als auch den Groovy-Soca-Monarch-Titel.
2016 wurde eine Neuorganisation der Fernsehshow zur Kürung der Sieger notwendig, weil kein Fernsehsender mehr die mittlerweile auf sieben Stunden Dauer angewachsene Veranstaltung live übertragen wollte. Für drei Jahre wurden die Kategorien „Power Soca“ und „Groovy Soca“ zusammengelegt. 2019 wurde Fay-Ann Lyons Vorsitzende der CPF und reformierte einige Modalitäten der Veranstaltung. Seit 2019 werden wieder Sieger in beiden Kategorien gekürt. 2019 wurde einmalig (und zusätzlich zum „Junior Soca Monarch“) wieder ein „National Schools’ Soca Monarch“ gekürt.
2021 wurde der Wettbewerb bedingt durch die COVID-19-Pandemie online ausgetragen. Er wurde dafür in „The Monarch“ umbenannt, und die Regeln wurden dahingehend geändert, dass nur Künstler teilnehmen durften, die sich zum Wettbewerbszeitpunkt (12. Februar 2021) in Trinidad aufhielten – de facto wurde der Wettbewerb dadurch in diesem Jahr zu einem nationalen Wettbewerb, da die Regierung zu diesem Zeitpunkt aufgrund der grassierenden COVID-19-Pandemie jegliche Ein- und Ausreise nach und aus Trinidad untersagte. Der Sieger 2021 wird nicht in der offiziellen Liste der Wettbewerbssieger geführt. 2022 wurde der Wettbewerb bedingt durch die COVID-19-Pandemie nicht ausgetragen. 2023 und 2024 fand er nicht statt, da sich nicht in ausreichendem Maße Sponsoren für die Veranstaltung fanden.

## Sieger

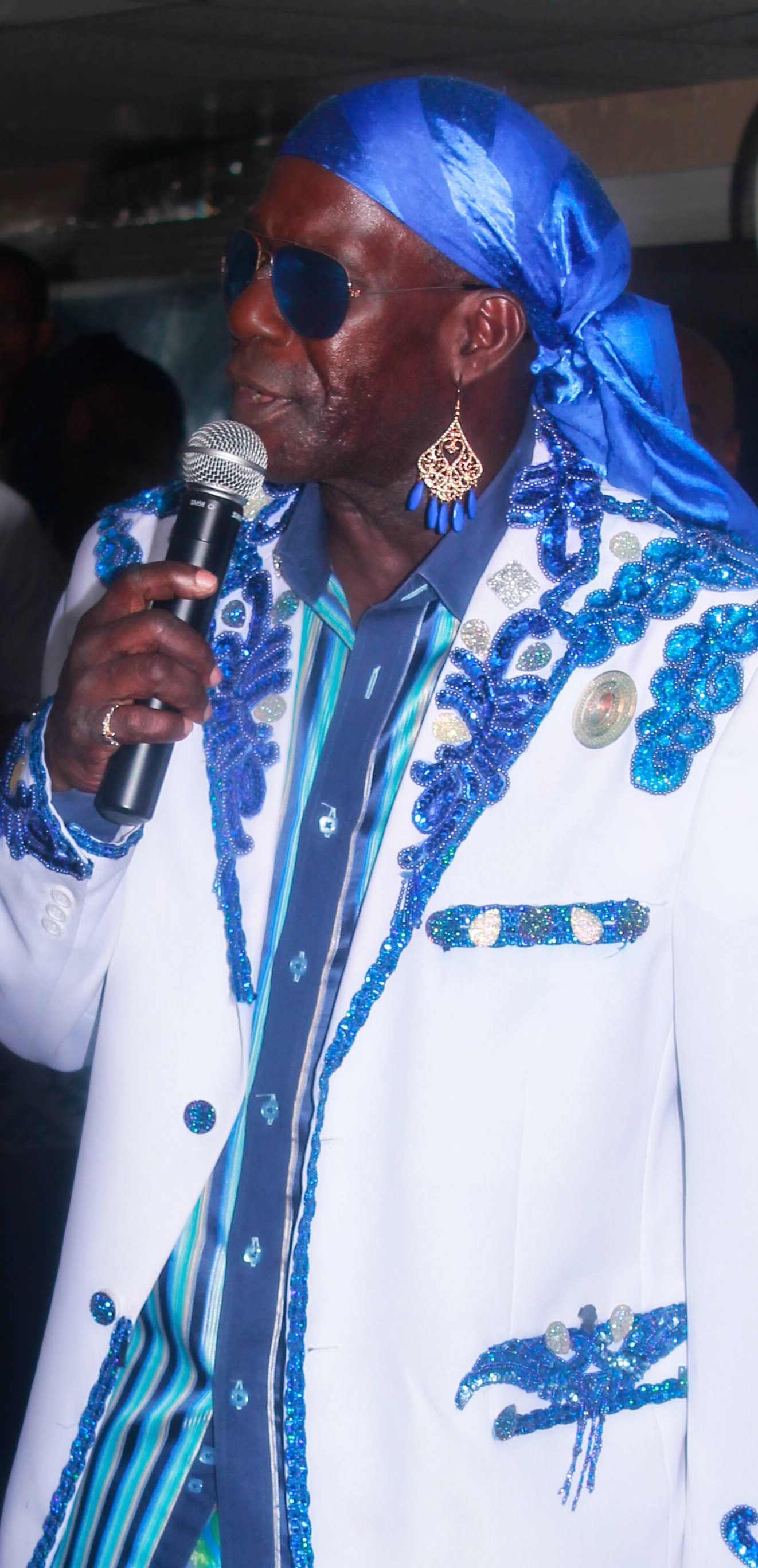
Superblue, siebenmaliger Sieger

### International Power Soca Monarch
| Jahr | Künstler                  | Werk                             |
| ---- | ------------------------- | -------------------------------- |
| 1993 | Superblue                 | Bacchanal Time                   |
| 1994 | Superblue                 | Flag Party                       |
| 1995 | Ronnie McIntosh           | On the Road                      |
| 1996 | Superblue                 | Bounce                           |
| 1997 | Superblue Ronnie McIntosh | Barbara Ent                      |
| 1998 | Superblue                 | Ato Party                        |
| 1999 | Kurt Allen                | Dus Dem                          |
| 2000 | Superblue                 | Pump Up                          |
| 2001 | Mighty Shadow             | Stranger                         |
| 2002 | Bunji Garlin Iwer George  | We From de Ghetto Gimme Ah Bligh |
| 2003 | Iwer George               | Ah Home                          |
| 2004 | Bunji Garlin              | Warrior Cry                      |
| 2005 | Bunji Garlin              | Blaze de Fire                    |
| 2006 | Shurwayne Winchester      | Ah Can't Wait                    |
| 2007 | Iwer George               | Fete After Fete                  |
| 2008 | Bunji Garlin              | Fiery                            |
| 2009 | Fay-Ann Lyons             | Meet Superblue                   |
| 2010 | JW & Blaze                | Palance                          |
| 2011 | Machel Montano            | Advantage                        |
| 2012 | Machel Montano            | Pump Yuh Flag                    |
| 2013 | Machel Montano Superblue  | Float Fantastic Friday           |
| 2014 | Machel Montano            | Ministry of Road                 |
| 2015 | Machel Montano            | Like Ah Boss                     |
| 2016 | Voice                     | Cheers To Life                   |
| 2017 | Voice                     | Far From Finished                |
| 2018 | Voice                     | Year For Love                    |
| 2019 | Mr. Killa                 | Run Wid It                       |
| 2020 | Iwer George               | Stage Gone Bad                   |
| 2021 | Farmer Nappy              | Backyard Jam                     |

### International Groovy Soca Monarch
| Jahr | Künstler             | Werk                 |
| ---- | -------------------- | -------------------- |
| 2005 | Michelle Sylvester   | Sleeping In Your Bed |
| 2006 | Shurwayne Winchester | Don’t Stop           |
| 2007 | Biggie Irie          | Nah Going Home       |
| 2008 | Shurwayne Winchester | Carnival Please Stay |
| 2009 | Fay-Ann Lyons        | Heavy T Bumper       |
| 2010 | Shurwayne Winchester | Murdah               |
| 2011 | Kes The Band         | Wotless              |
| 2012 | Machel Montano       | Mr. Fete             |
| 2013 | Machel Montano       | The Fog              |
| 2014 | Kerwin Du Bois       | Too Real             |
| 2015 | Olatunji             | Ola                  |
| 2016 | nicht ausgetragen    |                      |
| 2017 | nicht ausgetragen    |                      |
| 2018 | nicht ausgetragen    |                      |
| 2019 | Swappi               | Party Start          |
| 2020 | College Boy Jesse    | Happy Song           |
| 2021 | nicht ausgetragen    |                      |

### Rekordhalter
| Künstler             | Siege | Power | Groovy |
| -------------------- | ----- | ----- | ------ |
| Machel Montano       | 7     | 5     | 2      |
| Superblue            | 7     | 7     |        |
| Bunji Garlin         | 4     | 4     |        |
| Iwer George          | 4     | 4     |        |
| Shurwayne Winchester | 4     | 1     | 3      |
| Voice                | 3     | 3     |        |